# 芬莱森

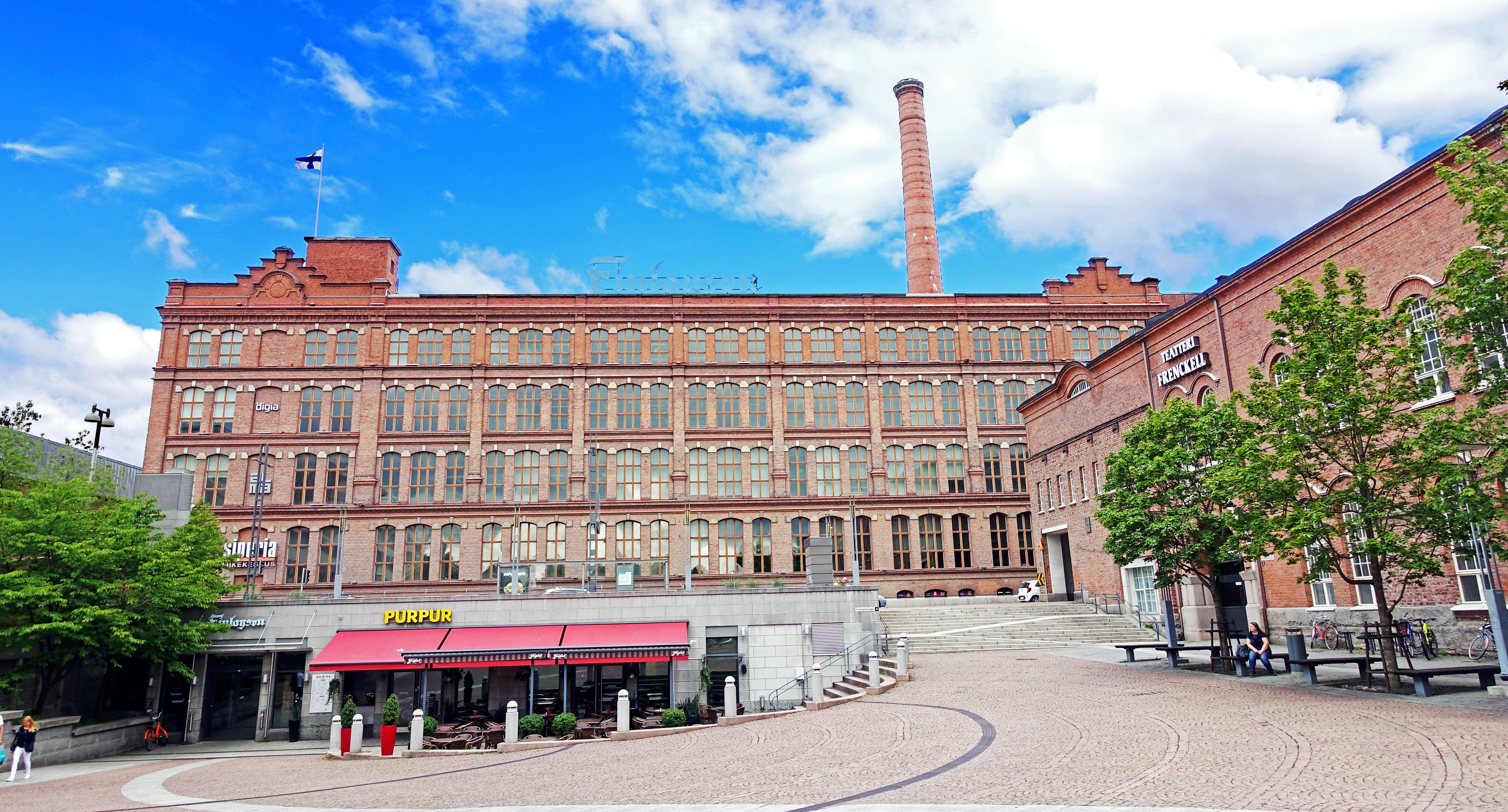
位于坦佩雷的芬莱森工厂

芬莱森（芬蘭語：Finlayson）是芬兰一家纺织品制造公司。该公司创立于1820年，当时苏格兰工程师詹姆斯·芬莱森在坦佩雷开设了一家棉布厂。公司生产各种家用纺织品和床卧用品，采用的商标为“Finlayson”和“Familon”。该公司在芬兰、俄罗斯和波罗的海国家开设直销店及和零售商合作，公司也有自己的网店。